# 意大利号铁甲舰
“意大利”号铁甲舰（Italia）是一艘意大利皇家海军旗下的铁甲舰，也是意大利级铁甲舰的首舰。本舰及其姊妹船“勒班托”号的建造周期都很长。“意大利”号于1876年1月开始铺设龙骨，1880年9月下水，直到1885年10月才竣工。主炮组为4座安装在中央炮座中的17英寸（432）火炮，最高时速可达17.8節（33.0每小時；20.5英里每小時）。与同时期大多数主力军舰不同，“意大利”号配备了装甲甲板，而不是典型的水线装甲带。
“意大利”号服役生涯的前二十年一直隶属于现役和预备舰队，并与其他舰队一起参加年度训练演习。1905年，本舰由于需要进行大规模现代化改造而退役。1909年重新服役后，“意大利”号被用作训练舰。在1911年至1912年的意土战争期间，本舰曾为守卫利比亚的黎波里的意大利军队提供火力支援。1915年意大利参加第一次世界大战后，“意大利”号被用作布林迪西的水上炮台。1917年12月至1918年6月,“意大利”号被改造为谷物运输船。之后“意大利”号仅服役了很短一段时间，于1921年11月被除籍并拆解。

## 设计
意大利级铁甲舰由贝纳德通·伯林设计，作为应对奥匈帝国海军的海军扩张建设计划的一部分于19世纪70年代中期订购。本舰级以之前的卡约·杜里奥级设计方案为基础，融入了多项重大改进。这些改进包括更强大的主炮，更高的干舷和更快的航速。本舰级的舰体仅配备了轻型甲板，牺牲装甲防护为代价以确保更高的航速。

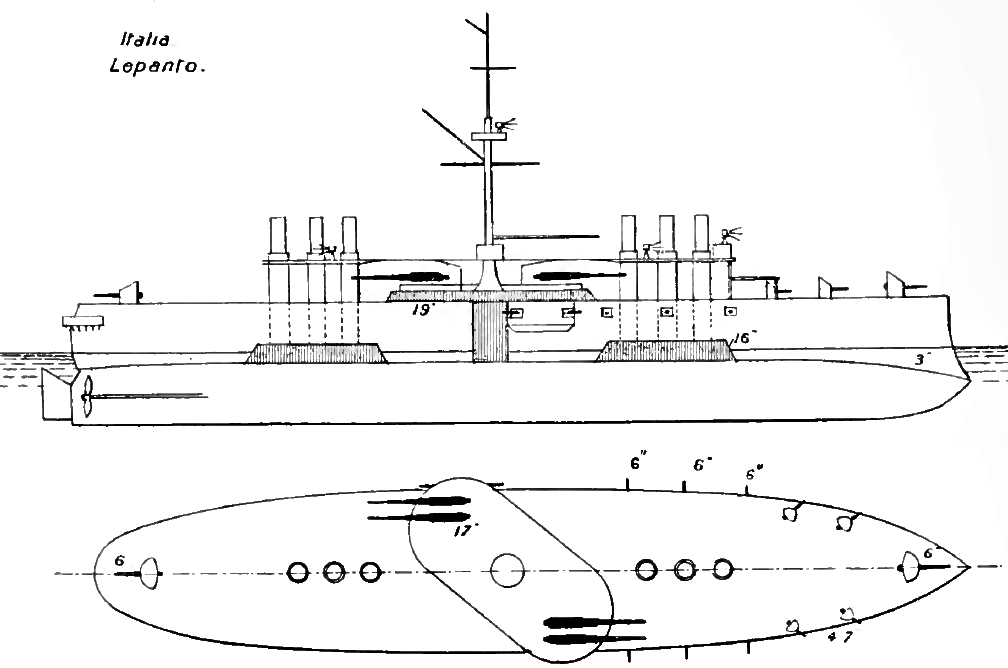
意大利级铁甲舰的侧视图和俯视图

“意大利”号全长124.7（409英尺1英寸），舷宽22.54（74英尺），平均吃水深度8.75（28英尺8英寸），常规配置排水量为13,678長噸（13,897公噸），满负荷时排水量可达15,407長噸（15,654公噸）。舰上配有37名军官和719名水手。
“意大利”号的推进系统由4台复式蒸汽机组成，每台蒸汽机驱动一具螺旋桨，蒸汽由26台椭圆形燃煤火管锅炉提供。废气通过两组共6根烟囱排出，每组各有3根烟囱，分别放置在桅杆前后甲板中轴线上。本舰的发动机能输出最大功率为15,907匹指示馬力（11,862千瓦特），最高速度可达17.5節（32.4每小時；20.1英里每小時）。在10節（19每小時；12英里每小時）航速下可以续航5,000海里（9,300；5,800英里）。
“意大利”号的主炮为两组安装在斜线布置于中央炮座中的4门17英寸（432）火炮。其中3门炮是26倍径炮，第四门炮则是稍长的27倍径版本。副炮为7门149（5.9英寸）26倍径火炮以及4门4.7英寸（119）23倍径炮。与当时的其他主力舰一样，“意大利”号在舰体水线以上装备了4具14英寸（356）鱼雷发射管，每舷各两具。
与当时建造的其他舰船不同，“意大利”号没有采用装设在舰体侧面的垂直水线装甲带。伯林认为当时的钢合金无法有效抵御穿甲弹，因此在“意大利”号的设计方案上彻底放弃了水线装甲带，取而代之的是装设了3至4英寸（76至102）厚的装甲甲板。舰体上方的指挥塔侧面装甲为300（11.8英寸）厚的钢板，炮台则由19英寸（480）厚的钢质装甲保护。

## 服役历史

### 建造至1902年

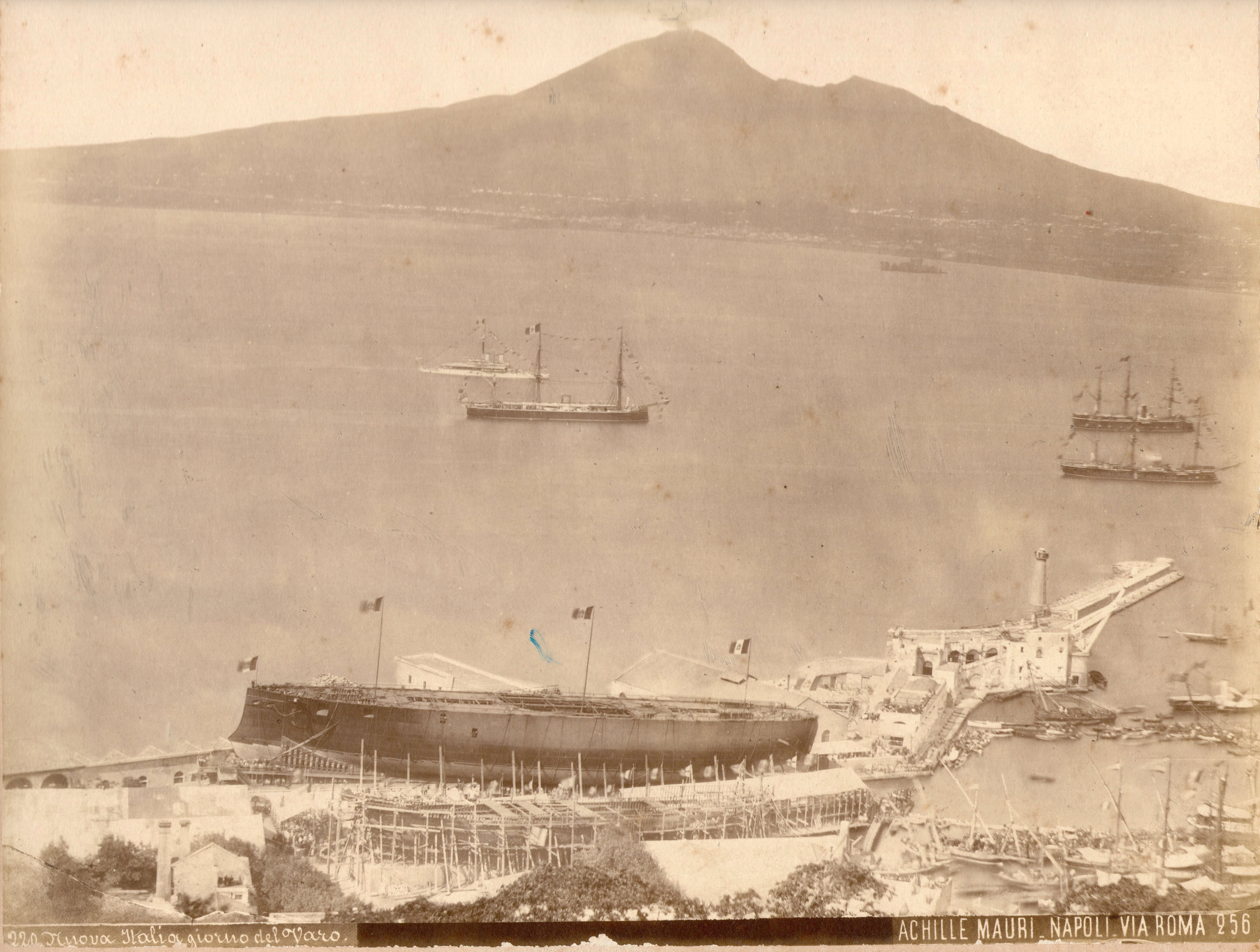
“意大利”号在下水仪式上

“意大利”号建造时间接近10年。本舰于1876年1月3日在斯塔比亚堡皇家造船厂安放龙骨，最初名为“意大利之星”号（Stella D'Italia）。随后该舰在船架滑道花了四年半多的时间进行建造，并于1880年9月29日下水。之后工程又持续了五年时间，最终于1885年10月16日完成。尽管如此，“意大利”号还是比其姊妹舰“勒班陀”号提前22个月完工，而后者的建造工程耗时近11年。从1885年12月一直持续到1886年3月，“意大利”号进行了海上试航。由于锅炉蒸汽容量不足和通风不良，该舰未能达到设计预期的速度。完工后不久，“意大利”号上又增加了几门小口径火炮，包括两门75（3英寸）炮，12门57（2.2英寸）40倍径火炮，12门37（1.5英寸）霍奇基斯转轮炮以及两挺机枪。
“意大利”号于1886年1月10日服役，并于4月进行了首次训练巡航。在返回拉斯佩齐亚海军基地之前，“意大利”号访问了多个意大利港口，包括那不勒斯、巴勒莫、卡利亚里、里窝那和帕尔马斯。接下来的5月至6月期间，“意大利”号又访问了法国、西班牙和葡萄牙的多个港口。同年7月11日，“意大利”号被编入了意大利海军的主力部队——常备舰队，并于8月1日成为舰队旗舰。10月，“意大利”号随舰队访问了希腊和奥斯曼帝国。1887年，“意大利”号被编入预备役，整年未参与实际行动。
1888年1月，“意大利”号重新投入使用，并回归常设舰队。1888年“意大利”号参加年度舰队演习，一同参加演习的还有铁甲舰“卡约·杜里奥”号、“勒班托”号、“恩里克·丹多洛”号和“圣马蒂诺”号、一艘防护巡洋舰、四艘鱼雷巡洋舰以及众多小型舰艇。演习包括密集编队演练以及模拟对拉斯佩齐亚的进攻和防御。同年晚些时候，该舰参加了德国皇帝威廉二世访问意大利期间举行的海军检阅。1890年，“意大利”号再次被归入预备役。在接下来的五年里，“意大利”号在现役和预备役之间交替轮换。1893年的舰队演习中，“意大利”号与铁甲舰“安德烈亚·多利亚”号、鱼雷巡洋舰“伊里斯”号以及四艘鱼雷艇一起组成现役分舰队第2总队，并担任旗舰。演习从8月6日一直持续到9月5日，现役分舰队的舰艇模拟了法国对意大利舰队的攻击。从1894年10月14日起，包括“意大利”号在内的意大利舰队在热那亚集结，参加为国王翁贝托一世举行的海军检阅，同时庆祝新式铁甲舰“翁贝托国王”号的服役。庆祝活动持续了三天。
1895年，“意大利”号和“勒班陀”号与铁甲舰“劳利亚的鲁杰罗”号和“翁贝托国王”号一起被编入预备分舰队。同年，“意大利”号担任预备分舰队第三总队的旗舰，主要进行训练巡航。在这一年的舰队演习中，“意大利”号与“勒班陀”号险些相撞。“意大利”号一直在这支舰队内服役到1896年，期间还曾担任过炮兵训练舰。7月，意大利舰队进行了重组，“意大利”号成为了机动舰队的旗舰。1898年，“意大利”号未被分配到现役或预备舰队，但仍参加了当年的年度舰队演习。在1890年代初，意大利海军曾考虑按照“恩里克·丹多洛”号的装备方案对“意大利”号进行改造，前者将原本的432毫米炮换装成了新型10英寸（254）速射炮。按照计划意大利级两舰将火炮将换成新式的13.4英寸（340）毫米火炮。但到了1902年，该计划就因成本过高而被放弃。

### 1905至1921年

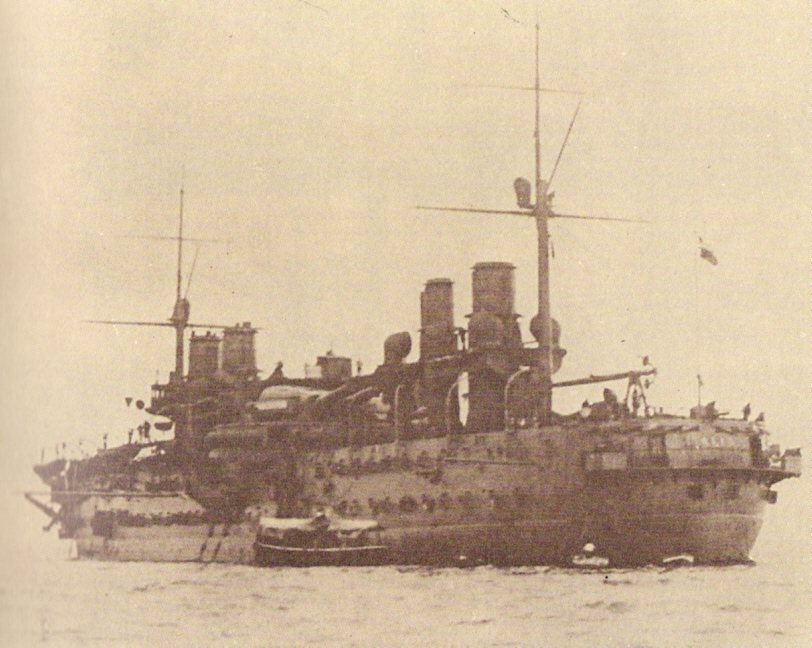
1908年改装后的“意大利”号

1905年，“意大利”号进入干船坞进行大规模改装，改装工作持续到1908年。期间，舰上原有的6根烟囱被减少为4根，还增加了第二根桅杆，1门150毫米火炮、6门57毫米火炮和8门37毫米转轮炮被拆除。1909年到1910年，“意大利”号重新服役，在拉斯佩齐亚担任鱼雷训练舰。1911年，又被改为宿舍船。1911年至1912年意土战争爆发时，“意大利”号、“勒班陀”号和“恩里科·丹多洛”号一起被编入意大利舰队第五总队。1911年12月，“意大利”号和“勒班陀”号准备被派往的黎波里，以取代三艘翁贝托国王级铁甲舰。两舰在的黎波里支援占领这座城市的意大利驻军。意大利海军之所以计划派出这两艘舰艇，很大程度上是因为其拥有大量的432毫米炮弹，但这一计划未真正实施。
1912年12月，“意大利”号被用作士官训练舰，1914年时又被作为警备舰派驻塔兰托。“意大利”号于1914年6月1日被弃置，并于三天后被从海军名册中除籍。尽管舰上所有副炮都被拆除，“意大利”号仍于1915年4月20日（意大利参加第一次世界大战前不久）被拖至布林迪西以保卫港口。5月23日（即意大利向奥匈帝国宣战的那天），“意大利”号正式重新登记入海军名册，并于6月1日作为“一等辅助舰”重新服役。此后，“意大利”号一直留在布林迪西直到1917年12月16日后被带到拉斯佩齐亚并改装成一艘谷物运输船。此时的“意大利”号仅保留了两门119毫米炮。到了1919年6月1日，“意大利”号被调至意大利交通部，但很快在1919年7月27日被重新分配给国家铁路公司。1921年1月13日，“意大利”号再一次返回海军。“意大利”号最终于1921年11月16日除籍，随后被报废拆解。

## 脚注

### 引文
1. 1 2 3 4 5 6 7  张恩东 (2018)，第241頁.
2. ↑  Greene & Massignani (1998)，第394頁.
3. ↑  Sondhaus (1994)，第50頁.
4. ↑  Vinogradov (2020)，第49頁.
5. 1 2 3 4 5 6 7 8  Gardiner (1979)，第341頁.
6. 1 2  Vinogradov (2020)，第51頁.
7. ↑  Vinogradov (2020)，第51, 61頁.
8. ↑  Vinogradov (2020)，第60–62頁.
9. ↑  Vinogradov (2020)，第51, 59頁.
10. ↑  Gardiner (1979)，第340–342頁.
11. ↑  Vinogradov (2020)，第61頁.
12. 1 2 3 4 5 6 7 8  Vinogradov (2020)，第64頁.
13. ↑  Clarke & Thursfield (1897)，第202–203頁.
14. ↑  Garbett (1894)，第1295頁.
15. ↑  Brassey (1896)，第65頁.
16. ↑  Garbett (1898)，第200–201頁.
17. ↑  Gardiner (1979)，第340–341頁.
18. ↑  "Italy" (1895)，第46頁.
19. ↑  Garbett (1902)，第1076頁.
20. ↑  Beehler (1913)，第10頁.
21. ↑  Beehler (1913)，第47頁.
22. ↑  Gardiner & Gray (1985)，第255頁.

## 期刊来源
- Brassey, Thomas A. (编). . The Naval Annual (Portsmouth: J. Griffin & Co.). 1889: 450–455. OCLC 5973345 （英语）.
- Brassey, Thomas A. . The Naval Annual (Portsmouth: J. Griffin & Co.). 1896: 61–71. OCLC 496786828 （英语）.
- Garbett, H. (编). . Journal of the Royal United Service Institution (London: J. J. Keliher). November 1894,. XXXVIII (201): 193–206. OCLC 8007941 （英语）.
- Garbett, H. (编). . Journal of the Royal United Service Institution (London: J. J. Keliher). 1898, XLII: 199–204. OCLC 8007941 （英语）.
- Garbett, H. (编). . Journal of the Royal United Service Institution (London: J. J. Keliher). 1902, XLVI: 1072–1076. OCLC 8007941 （英语）.
- . Notes on the Year's Naval Progress (Washington, DC: Office of Naval Intelligence). 1895: 445–448 （英语）.